# Ritmo perfeito
Ritmo perfeito è il secondo album in studio della cantante brasiliana Anitta, pubblicato il 3 giugno 2014.

## Tracce
1. Na batida – 2:44 (Larissa Machado, Jeferson Junior, Umberto Tavares)
2. Ritmo perfeito – 2:57 (Larissa Machado, Jeferson Junior, Umberto Tavares)
3. Música de amor – 3:06 (Larissa Machado, Jeferson Junior, Umberto Tavares)
4. Cobertor (feat. Projota) – 3:04 (DH, Dan, Dash, Projota)
5. Mulher (feat. Projota) – 2:45 (Mayk, Projota)
6. No meu talento – 2:45 (Larissa Machado, Jeferson Junior, Umberto Tavares)
7. Blá blá blá – 2:53 (Larissa Machado, Jeferson Junior, Umberto Tavares)
8. Quem sabe – 3:44 (Le Tícia)
9. Vai e volta – 2:52 (Larissa Machado)
10. Blá blá blá (Extended Remix) – 3:25 (Larissa Machado, Jeferson Junior, Umberto Tavares)

Tracce bonus nella riedizione
1. Zen (Spanish Version) (feat. Rasel) – 2:48 (Larissa Machado, Jeferson Junior, Umberto Tavares)
2. No meu talento (Remix) (feat. MC Guimê) – 2:58 (Larissa Machado, Jeferson Junior, Umberto Tavares)